# أولدوانية
المرحلة الأولدوفانية أو الأولدوانية  (بالإنجليزية: Oldowan أو Olduway) أو النمط الأول (Mode I) للصناعة الحجرية، هي عبارة عن أدوات حجرية بسيطة تعود لما قبل التاريخ، استمرت صناعتها من 2.6 مليون سنة إلى حوالي 1.7 مليون سنة وتعود بذلك إلى العصر الحجري القديم الأسفل، يبن نهاية عصر البليوسين الدافيءإلى مطلع البليستوسين البارد نسبيا (بين نحو 5 - 6و2 مليون سنة سبقت).
وهذا الاسم مأخوذ نسبة إلى منطقة العثور على تلك الآثار القديمة لأول مرة وهي منطقة أولدواي في تنزانيا. منطقة أخدود أولدواي هي جزء من الوادي الأفريقي المتصدع الكبير.
اكتشفت الأدوات الحجرية في وادي أولدفاي جورج شمال تنزانيا في عام 1931، واكتشفها «لويس ليكي» و «ماري ليكي». وكتبت عنها ماري ليكي كتابا في عام 1968 تحت عنوان:Olduvai Gorge, a report on the evolution of the hand-axe culture in beds I–IV.
والمعثورات هي أقدم معثورات للإنسان تعود إلى بدأ العصر الحجري القديم.
كما عثر على أدوات حجرية في «لوميكوي 3» Lomekwi 3  في كينيا وتقدر عمرها بنحو 3ز3 مليون سنة سبقت؛ وهي تعتبر دليلا على حضارة بسيطة جدا لوميكوي في ذلك العصر.

## تواريخ ونطاقات

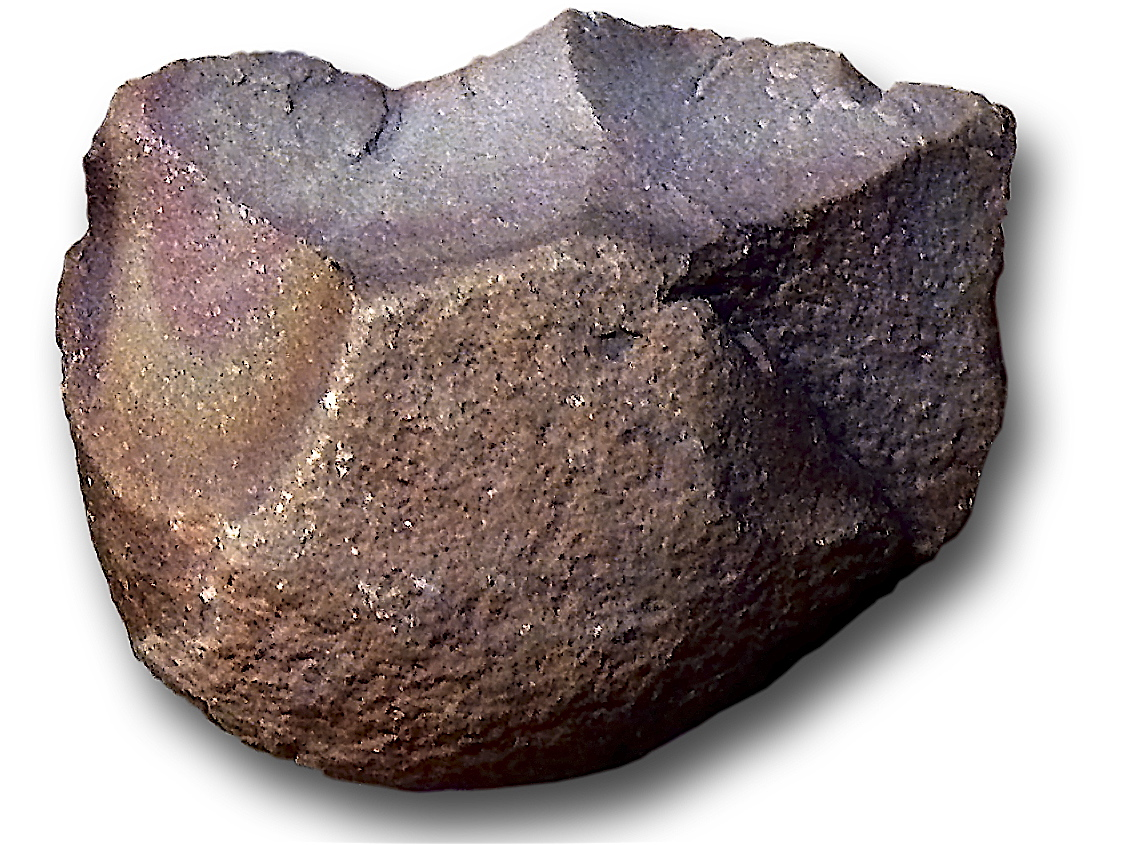
حجر مكشوط (متحف إسبانيا الوطني للآثار).

وُجدت أقدم الأدوات التي تعود إلى حقبة أولدوان في غونة في إثيوبيا، ويعود تاريخها إلى قبل 2.6 مليون سنة.
يمكن استخدم حقيقة استعمال الأدوات من قبل القردة، من بينها الشمبانزي وإنسان الغاب كحجة تدعم فكرة استخدام الأدوات كميزة موروثة تتمتع بها عائلة أشباه البشر. بالتالي، كل الاحتمالات الممكنة تشير إلى أن الأدوات المصنوعة من العظام، والخشب، ومواد عضوية أخرى استُخدمت قبل حقبة الأولدوان. تُعتبر أدوات الأولدوان الحجرية ببساطة أقدم أدوات معروفة محفوظة في السجل الأثري.
وُجد ازدهار في أدوات حقبة الأولدوان في شرق أفريقيا، امتدادًا إلى جنوبها قبل 2.4 إلى 1.7 مليون سنة. قبل 1.7 مليون سنة، ;وقد ظهرت أول الأدوات الأشولية حتى مع استمرار إنتاج المجموعات الأولدوانية. توجد تلك التقنيتين أحيانًا في المناطق نفسها. تطلّب إدارك تلك الفكرة إعادة النظر في التسلسلات الثقافية القديمة التي كان من المفترض أن تنجح فيها الأشولينية «المتقدمة» في الحقبة الأولدوانية. من الممكن أن تكون التقاليد المختلفة استُخدمت من قبل أصناف مختلفة من عائلات أشباه البشر التي تعيش في المنطقة نفسها، ومن الممكن أن صنفًا واحدًا استخدم تقنيات عديدة استجابة لظروف مختلفة.
في إحدى الفترات الزمنية قبل 1.8 مليون سنة، انتشر الإنسان المنتصب خارج أفريقيا، وصولًا إلى أقصى الشرق في جافا بأندونيسيا قبل 1.8 مليون سنة، وفي شمال الصين قبل 1.66 مليون سنة. لم توجد أية آثار لمجموعات أشولية في هذه المناطق المُستعمَرة حديثًا. في الصين، صُنعت مجموعات أولدوانية «من النمط الأول» فقط، بينما وُجدت أدوات حجرية تعود إلى هذه الحقبة في إندونيسيا.
يُظهر اكتشاف بقايا المستحاثات والأدوات الأولدوانية في دمانيسي في جورجيا أن جنس الهومو وُجد في أوروبا قبل 1.8 مليون سنة. كما تم التنقيب عن بقايا أنشطتهم في مواقع في حوض منطقة غودي بازا وقرب أتابويركا في إسبانيا. أظهرت معظم المواقع الأوروبية القديمة وجود «النمط الأول» أو مجموعات أولدوانية. تظهر أقدم المواقع الأشولية  في أوروبا منذ حوالي 0.5 سنة فقط. بالإضافة إلى ذلك، لا يبدو أن التقليد الأشولي انتشر إلى شرق آسيا. لا توضح السجلات الأثرية فترة انتهاء صناعة التقنيات الأولدوانية. يبدو أن تقاليد أخرى لصنع الأدوات حلت محل التقنيات الأولدوانية منذ نحو 0.25 مليون سنة.
عام 2015، أُعلن عن اكتشاف الأدوات الحجرية التي سبقت الحقبة الأولدوانية والتي يعود تاريخها إلى قبل حوالي 3.3 مليون سنة، في موقع لوميكوي في كينيا.

## المواقع وعلماء الآثار
سيكون الكتالوج الكامل لمواقع الأولدانية واسعًا جدًا بحيث لا يمكن إدراجه هنا. تتضمن بعض المواقع الأكثر شهرة ما يلي: